# Coccoloba reflexiflora
Coccoloba reflexiflora är en slideväxtart som beskrevs av Paul Carpenter Standley. Coccoloba reflexiflora ingår i släktet Coccoloba och familjen slideväxter. Inga underarter finns listade i Catalogue of Life.